# Árborg
Árborg (IJslands: Sveitarfélagið Árborg) is een gemeente in het zuidwesten van IJsland in de regio Suðurland. De gemeente ontstond op 7 juni 1998 door het samenvoegen van de gemeentes Eyrarbakkahreppur, Sandvíkurhreppur, Stokkseyrarhreppur en Selfosskaupstaður. De gemeente heeft 11.239 inwoners (in 2023). De grootste stad in de gemeente is Selfoss en andere steden zijn Eyrarbakki en Stokkseyri.
Vestmannaeyjabær · Árborg · Mýrdalshreppur · Skaftárhreppur · Ásahreppur · Rangárþing eystra · Rangárþing ytra · Hrunamannahreppur · Hveragerðisbær · Ölfus · Grímsnes- og Grafningshreppur · Skeiða- og Gnúpverjahreppur · Bláskógabyggð · Flóahreppur